# フィルマオ
フィルマオ（英: Firmao）は、ビジネス向けクラウド型プラットフォームを提供するソフトウェア会社である。
主力商品は、顧客関係管理（CRM）、企業資源計画 (ERP)、プロジェクト管理、倉庫管理機能を備えた、オールインワン企業管理システム「フィルマオ・プラットフォーム」である。

## 歴史
フィルマオは2009年にEUの補助金を受けて、ナミエチヌスキ・ラファウ、ムヲヂニスキ・アルツル、ボルコヴスキ・グジェーゴジにより設立された。プラットフォームは2010年にポーランド市場向けにローンチされ、2013年にはドイツ語圏および英語圏の市場にも拡販された。2019年以降は12ヵ国語に対応し、世界中で提供されるようになった。2023年現在、フィルマオは10万人以上の有料および無料ユーザーを支えるシステムへと成長した。
フィルマオは2022年に、CRMシステムを利用して業務管理を行っているポーランドB2B企業の7%の市場シェアを確保し、クラウドCRMシステムの中で5位（ポーランド製のクラウドCRMシステムの中では1位）のシェアを獲得している。 フィルマオには6社の国際パートナー企業があり、そのうちの1社は日本に存在する。

## ソフトウェア
フィルマオ・プラットフォームは、現在以下のツールを含むSaaS型企業管理システムとなっている：
- 顧客管理(CRM)[14][15]
- 企業資源計画 (ERP)
- 倉庫管理 (WMS)
- 請求書発行（定期発行）
- 見積もり・受注管理[16]
- タスク・プロジェクト管理 (PMS)
- サービス・クレーム対応
- ライブチャットとコールバック
- モバイルアプリ

## 他ベンダーソリューションとの統合
フィルマオは、Googleカレンダー、Zapier、WooCommerceを含む多数のサードパーティアプリと統合することが可能である。

## マイナス面
- Zapierとの統合は最上位プランでのみ可能である。
- 多機能を搭載しているが、その一部は直感的に見つけにくい場所に配置されている。